# Léo Futuro
Léo Futuro é como ficou conhecido no Brasil o personagem Tommy Tomorrow, herói de ficção científica publicado pela DC Comics em várias revistas durante os anos de 1947 a 1963. Sua primeira aventura foi em Real Fact Comics #6 (janeiro de 1947). Foi criado por Jack Schiff, George Kashdan, Bernie Breslauer, Virgil Finlay e Howard Sherman. A maioria das histórias foi escrita por Otto Binder e desenhadas por Jim Mooney. No Brasil, suas aventuras foram publicadas em preto e branco pela Ebal como segundas histórias em várias revistas da década de 1960 tais como "O Herói" (na fase estrelada pela Turma Titã)

## Biografia ficcional
Léo Futuro ou Tommy Tomorrow se graduou no Espaço-Porto "West Point" em 1988 (Action Comics # 127). Nas aventuras ele é um coronel dos Planeteers ("Patrulha dos Planetas" ou "Patrulha do Espaço", conforme diferentes traduções da Ebal), uma força policial do século XXI. Nesse futuro, Gotham City é a capital não somente da Terra mas também do Sistema Solar. Cada planeta e suas respectivas luas, além dos asteróides do Sistema Solar parecem contar com alguma forma de vida alienígena nessa série, inclusive a marinha nos oceanos de Vênus. Em sua primeira missão para o Gabinete da Ciência, Léo tentou pegar alguns peixes de Vênus para o novo Aquário Interestelar. Ele conheceu Joan Gordy da Radio News Interplanetária, que o ajuda nessa missão. Ao final da história, Joan ganha uma medalha da Planeteer pela entrega dos peixes. O personagem foi concebido para ser um "homem comum" no futuro mas lentamente foi transformado em um policial e mudado para outras revistas. Nessas aventuras, Léo mais tarde seria auxiliado pelo Capítão Brent Wood (que estreou na revista Action Comics # 142, março de 1950. Ele voltaria nas edições 148, 152 e 154 quando se tornou um personagem regular), usa um uniforme púrpura com detalhes em amarelo (e que inclui calças curtas!) e patrulha o espaço em sua nave "Ace of Space" ("Ás do Espaço"). Na revista Action Comics # 150, as aventuras de Léo Futuro foram datadas como de  2050 e mostravam uma tecnologia exageradamente avançada. Léo tinha um irmão criança chamado Tim. Na revista Action Comics # 161, foi revelado que Brent Wood era na verdade filho do famigerado pirata espacial Mart Black e que tinha sido adotado pelo capitão Wood, que o matara.
Após um intervalo de tempo, Léo desapareceu mas voltou na revista Showcase #41 (1962), mas não teve outras séries. O capitão Wood desapareceu e Léo ganhou um parceiro de Vênus. Escrito por Arnold Drake e desenhado por Lee Elias.
Na fase posterior a Crise das Infinitas Terras (pós-Crise), foi mostrado que o "Grande Cataclisma" que criou o mundo de Kamandi não aconteceu e o menino que se tornaria aquele herói primitivo se transformou em Léo Futuro.
Uma estranha força alienígena colonizaria a cidade de Demetri, Kansas, referindo-se ao "Major Tomorrow" (ou Major Futuro) de um grupo chamado Planeteers (revista Magog #7). Várias fontes afirmaram que Léo Futuro seria o novo vilão da série.

## Outras versões
Em 1990, uma versão alternativa de Léo Futuro ou Tommy Tomorrow foi o principal personagem da minissérie de Howard Chaykin chamada Twilight, tentativa de trazer todos os heróis futuristas e espaciais da DC para uma aventura (desconsiderando o fato de muitos serem de épocas diferentes). Léo Futuro não sabia o paradeiro dos seus pais e fica desequilibrado, interferindo autocraticamente com os Planeteers para usá-los contra seus inimigos e rivais tais como os "Cavaleiros da Galáxia".
O Starman (Farris Knight) na série DC Um Milhão, diz que um dos Starmans anteriores era chamado de Tommy Tomorrow II.
Kamandi é uma versão alternativa do universo de Tommy Tomorrow.

## História da publicação
Léo Futuro ou Tommy Tomorrow apareceu em histórias curtas na revista Real Fact Comics #6, 8, 13 e 16 (1947-48). Voltou em Action Comics #127-251 (1948-59), depois foi mudado para  World's Finest Comics #102-124 (1959-62). Showcase o apresentou nos números 41, 42, 44, 46 e 47 (1962-63),